# Dypsis tanalensis
Dypsis tanalensis là loài thực vật có hoa thuộc họ Arecaceae. Loài này được (Jum. & H.Perrier) Beentje & J.Dransf. mô tả khoa học đầu tiên năm 1995.